# Canadia spinosa
Canadia spinosa är en ringmaskart som beskrevs av Charles Doolittle Walcott 1911. Canadia spinosa ingår i släktet Canadia, klassen havsborstmaskar, fylumet ringmaskar och riket djur. Inga underarter finns listade i Catalogue of Life.

## Bildgalleri

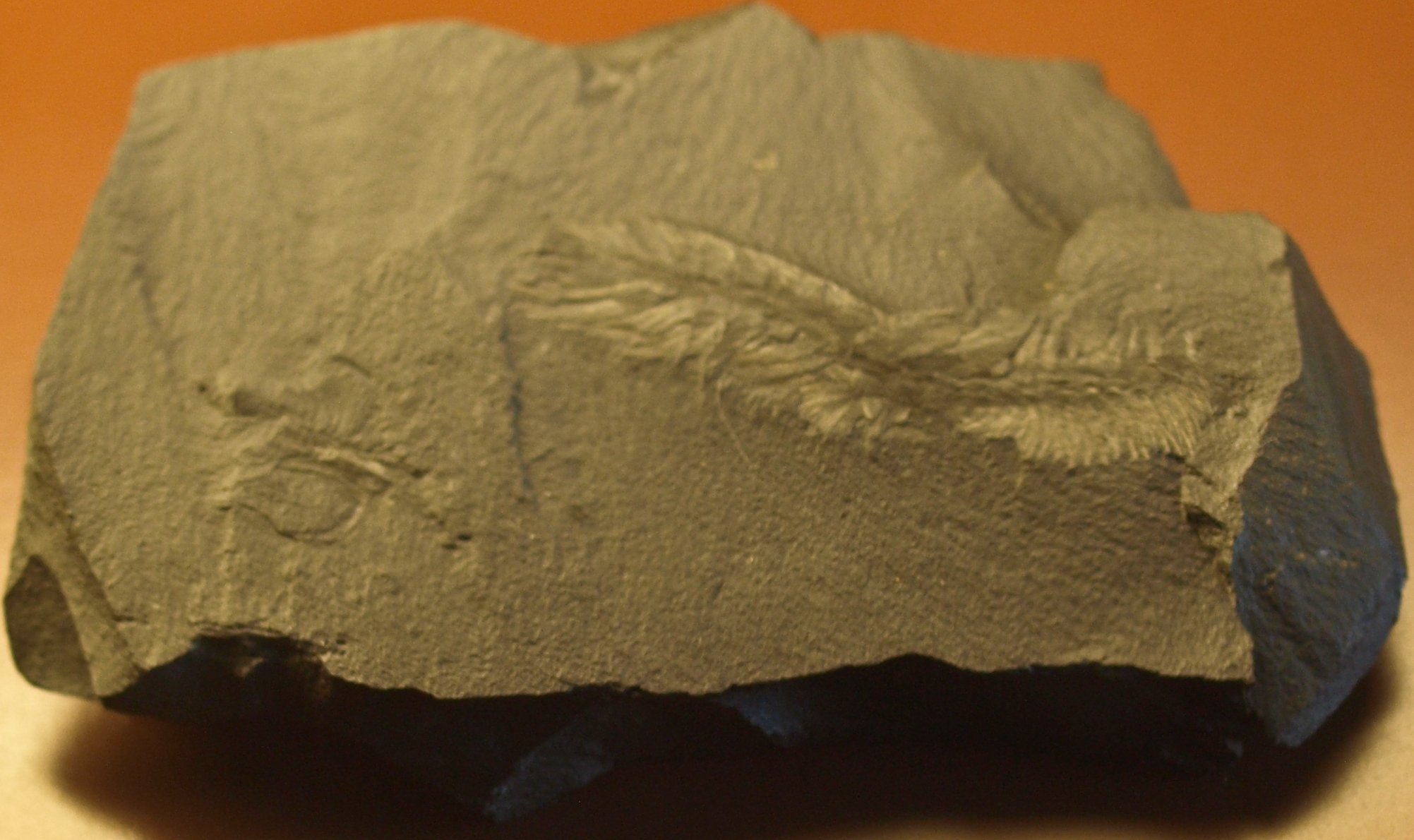